# Tuberkelhokko
Der Tuberkelhokko, jetzt Kronenhokko, (Crax rubra) ist ein 90 bis 100 Zentimeter großer Hühnervogel aus der Familie der Hokkohühner.

## Merkmale

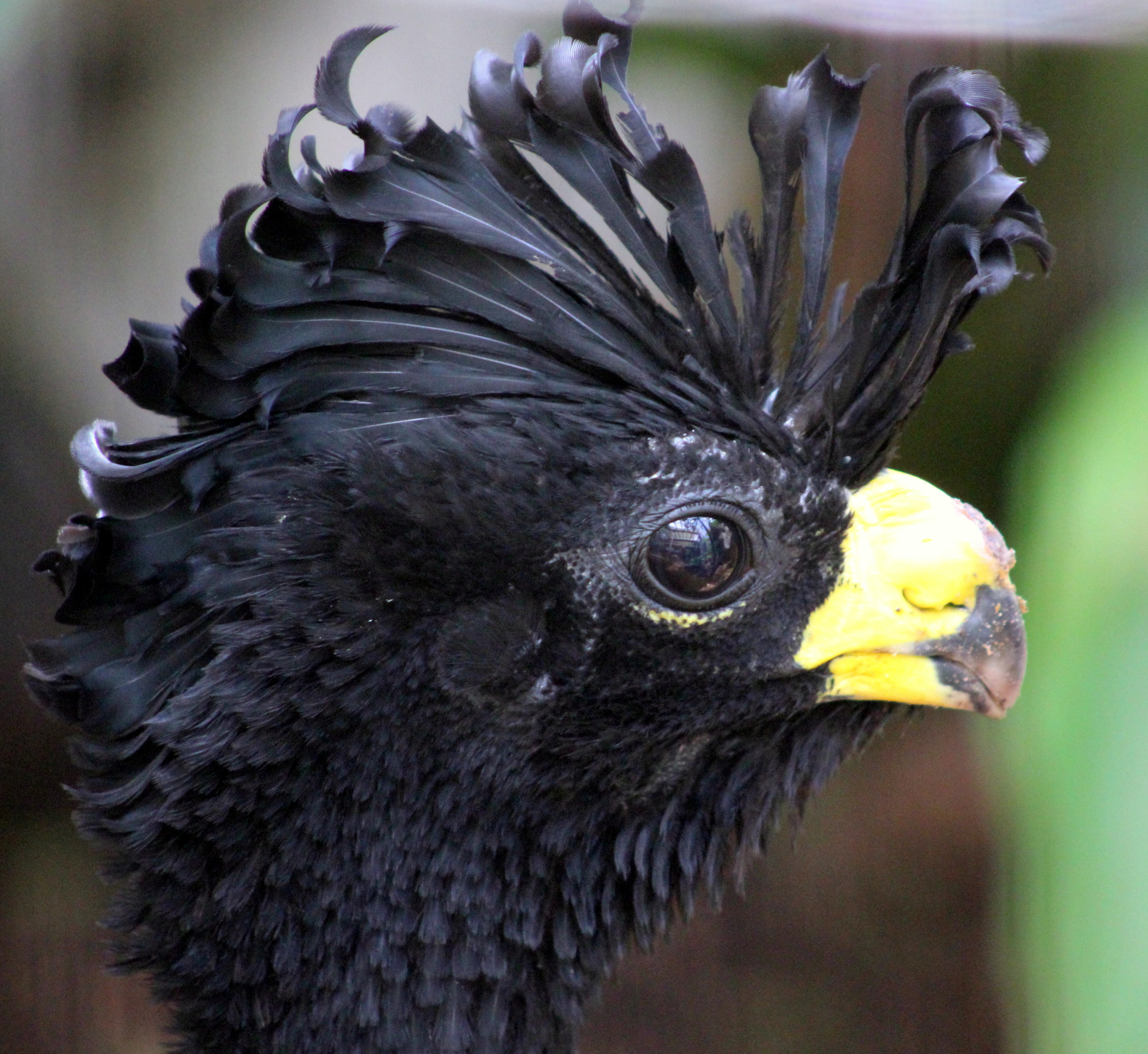
Nahaufnahme des Kopfs des männlichen Tuberkelhokkos

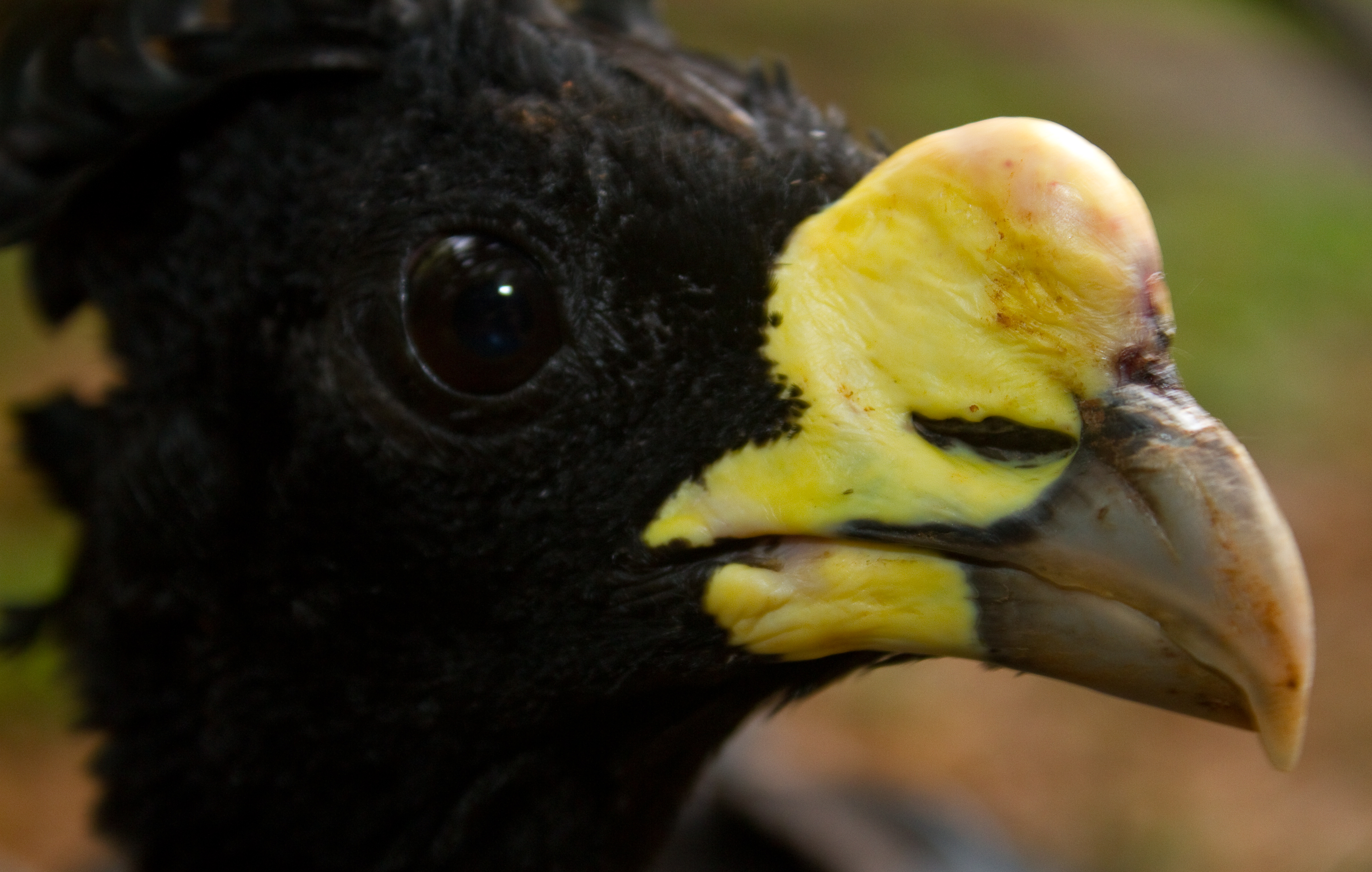
Namensgebende wulstige Wachshaut (Tuberkel) am Schnabel des Männchens

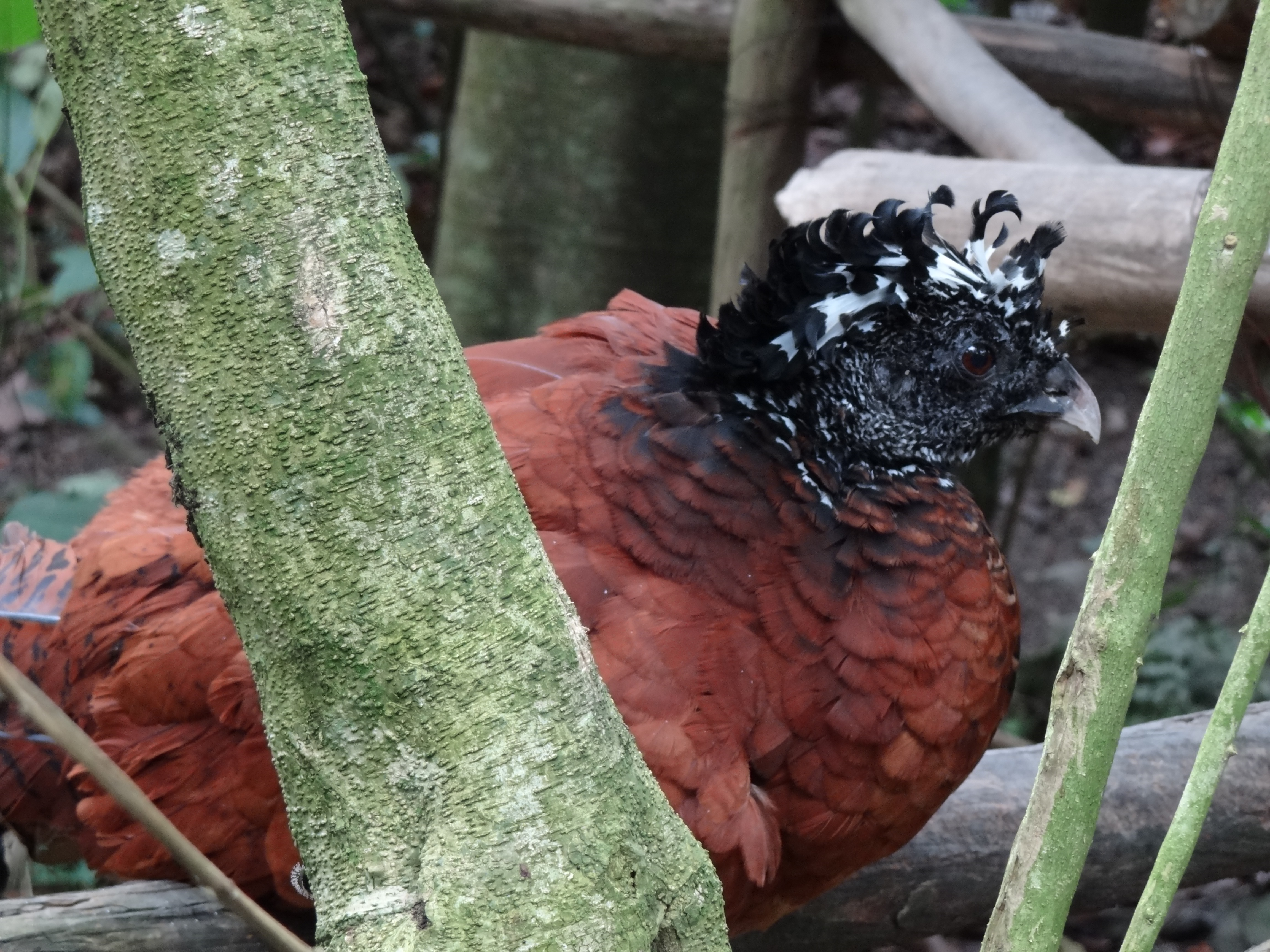
Weiblicher Tuberkelhokko

Die Färbung der Geschlechter dieser Art unterscheidet sich sehr stark voneinander. Das Männchen hat ein fast völlig schwarzes Körpergefieder, nur der Bauch ist weiß. Die wulstigste Wachshaut (Tuberkel) auf dem Schnabel und der Schnabel selbst sind gelb. Die langen Beine und der Schwanz sind ebenfalls schwarz. Das Weibchen ist etwas kleiner als das Männchen. Es ist meist braun, es sind aber auch rote, rosa, schwarze oder zweifarbige Morphen des Federkleides bekannt. Der Hals ist grau weiß gesprenkelt wie der Schopf auf dem schwarzweißen Kopf. Der Schwanz des Weibchens ist weiß, schwarz und braun gesprenkelt. Die hintere Zehe ist bei den Tuberkelhokkos deutlich länger als bei anderen Hühnervögeln und ermöglicht einen besseren Halt im Geäst der Bäume.

## Verbreitung und Lebensraum
Diese Art kommt in den dichten Urwäldern von Mexiko bis nach Westkolumbien und Westecuador vor.

## Lebensweise
Den Großteil des Tages verbringt der Tuberkelhokko mit der Nahrungssuche. Er frisst frische Pflanzentriebe, Früchte, Samen, Nüsse und gelegentlich auch Insekten und kleinere Wirbeltiere wie Geckos und Leguane. Um die harte Pflanzennahrung besser zu verdauen, verschluckt er kleinere Steine (Gastrolithen). Die Tuberkelhokkos sind gesellige Tiere und streifen paarweise oder in kleineren Gruppen durch den Wald auf der Suche nach Nahrung. Sie sind sehr schreckhafte Tiere. Die Nacht verbringen sie im Geäst hoher Bäume. Zu ihren natürlichen Feinden zählen Greifvögel. Die Lebenserwartung beträgt ca. 12 Jahre.

## Balz
Der Gesang des Männchens ist ein langes, tiefes Dröhnen, das durch seine lange Luftröhre noch verstärkt wird. Dies dient dem Anlocken der Weibchen für die Paarung und der Abschreckung männlicher Rivalen.

## Fortpflanzung

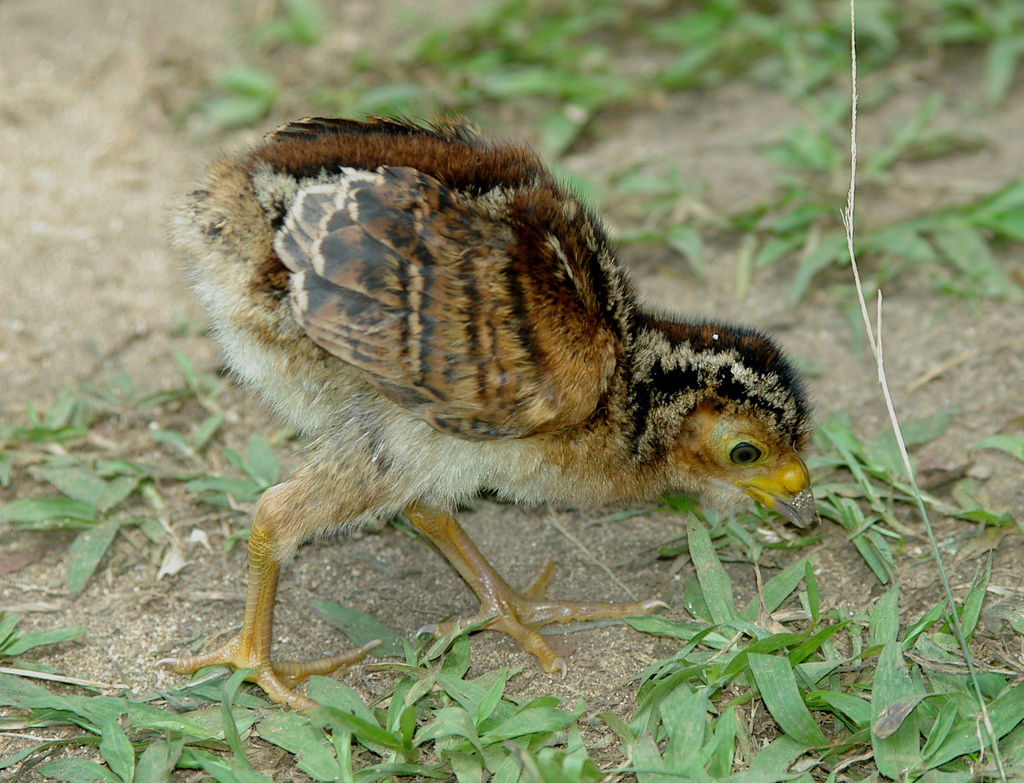
Küken des Tuberkelhokkos

Das flache, gut getarnte Nest aus Laub und Zweigen baut der Tuberkelhokko in den Bäumen in einer Höhe von 6–30 Metern über dem Erdboden. Er verwendet als Fundament meist verlassene Horste von Greifvögeln. In das Nest legt das Weibchen 2–4 matt-weiße, raue, unebene Eier. Die Eier haben die Größe eines Gänseeis. Das Brutgeschäft übernimmt das Weibchen allein. Nach 25–29 Tagen schlüpfen die Jungen. Sobald das Gefieder der Jungen getrocknet ist, springen sie vom Nest hinab auf den Erdboden. In den nächsten Tagen verstecken sie sich im dichten Unterholz vor Feinden. Die Versorgung der Jungen übernehmen beide Altvögel gemeinsam. Im Alter von 4 Tagen unternehmen die Jungen die ersten Flugversuche. Im Alter von einer Woche folgen sie dem Weibchen zu seinem Schlafplatz. Im Alter von 4 Wochen verlassen die Jungen die Eltern und gehen ihrer Wege.

## Tuberkelhokkos und Menschen
Die Indigenen im Verbreitungsgebiet der Vögel jagen diese wegen ihres Fleisches und sammeln die Eier zum Verzehr. Vereinzelt werden die Jungvögel auch zusammen mit dem Hausgeflügel gehalten, weil sie sehr leicht zahm werden.

## Gefährdung
Die IUCN stuft diese Art als gefährdet (Vulnerable) ein. Die Gründe dafür sind Wilderei, Lebensraumzerstörung durch Holzeinschlag, Hurrikane und die Einschleppung fremder Tierarten. Zum Schutz der Art wurden Schutzgebiete in ihrem natürlichen Lebensraum wie der Nationalpark Santa Rosa und der Nationalpark Rincón de la Vieja auf der Nicoya-Halbinsel und der Nationalpark Corcovado auf der Halbinsel Osa in Costa Rica ausgewiesen. In Belize genießt diese Art eine ganzjährige Schonzeit. Des Weiteren ist sie im Anhang III des Washingtoner Artenschutzübereinkommen aufgeführt und unterliegt Handels- und Ausfuhrbeschränkungen in den Herkunftsländern.